# Salzburg TV
Salzburg TV war 1995 der erste private Fernsehsender in Österreich. 2007 übernahm die Red Bull Media House GmbH die Mehrheit an dem Sender und baute daraus ServusTV auf. 2010 erfolgte die Einstellung.

## Geschichte
Der Sender entstand Anfang der 1990er aus der Filmproduktionsfirma UNI PRO der ehemaligen ORF-Redakteure Ferdinand Wegscheider und Christian Jörgner. Die Pläne, einen privaten Fernsehsender zu starten, wurden mit dem Sendestart am 17. September 1995 verwirklicht. Über das Kabel der SAFE AG (heute Salzburg AG) wurden beim Sendestart 15.000 Haushalte im Pinzgau erreicht.
Für Aufsehen sorgte der Sender im Jahr 2000, als Salzburg TV am 25. Oktober als erster privater Fernsehsender in Österreich einen terrestrischen Sender in Betrieb nahm und somit in Salzburg auch per Zimmerantenne zu empfangen war.
Eine gesetzliche Grundlage für privates terrestrisches Fernsehen gab es allerdings noch nicht, weshalb der Sender auf dem Untersberg illegal als Piratensender betrieben wurde. Der Sender wurde fünf Tage nach dem Start am 30. Oktober 2000 von Beamten der Funküberwachung abgeschaltet, plombiert und für beschlagnahmt erklärt. Um gegen diese Maßnahme zu protestieren, trat Salzburg TV-Geschäftsführer Wegscheider für zwei Wochen auf dem Alten Markt in einem alten Baucontainer in Hungerstreik. Eine gesetzliche Grundlage für privates terrestrisches Fernsehen wurde mit dem Privatfernsehgesetz geschaffen, das am 1. August 2001 in Kraft getreten ist. Im Jahr 2002 erhielt Salzburg TV eine terrestrische Sendelizenz und war seit Dezember 2002 via Antenne (Sender Untersberg Kanal 36: 591,25 MHz, UHF, Band IV (21–37) analog) zu empfangen.
Im Jahr 2004 übernahmen die Wirtschaftskammer Salzburg (48 Prozent), der Raiffeisenverband Salzburg (37 Prozent) und das Bankhaus Spängler (10 Prozent) einen 95-Prozent-Anteil an Salzburg TV und bewahrten den privaten Fernsehsender so vor der Insolvenz.
Mit 1. Jänner 2007 verkaufte das Konsortium aus Wirtschaftskammer, Raiffeisenbank und Spängler-Bank seine 95 Prozent Anteile an Red Bull. Beworben hatten sich auch andere Interessenten. Die beiden Gründer Ferdinand Wegscheider und Christian Jörgner behielten zunächst ihre Anteile von 4 beziehungsweise 1 Prozent.
Mit Ende März 2008 verließen die beiden Gründer, der bisherige Chefredakteur und Teilhaber Ferdinand Wegscheider und sein Stellvertreter Christian Jörgner, den Sender und verkauften ihre Anteile ebenfalls an Red Bull.
Als Grund wurde in der lokalen Presse auf unüberbrückbare Differenzen zwischen den Gründern und Red Bull über die zukünftige Gestaltung verwiesen.
Ferdinand Wegscheider wurde Mitte 2014 Ressortleiter für „Information und Aktuelles“ bei Servus TV und Mitte 2016 gesamtverantwortlicher Geschäftsführer und Programmleiter bei Servus TV und wöchentlicher Kommentator.

## Technische Reichweite und Empfang
Nach eigenen Angaben hatte Salzburg TV eine technische Reichweite von 760.000 Zuschauern im Bundesland Salzburg und in Teilen Oberösterreichs. Das Signal wurde über Kabel und seit Dezember 2002 analog-terrestrisch verbreitet. Seit 1. Dezember 2008 war das Programm, nach monatelangen Gerüchten über die Verbreitung, per Satellit, über Astra 19,2° zu empfangen.
- Übertragungsweg: DVB-S
- Frequenz: 12.663 GHz
- Polarisation: Horizontal
- Symbolrate: 22.000
- Fehlerschutz: FEC 5/6

## Salzburg TV als regionale Plattform
Der Sender war vor allem für den lokalen Mittelstand als Werbeplattform beliebt und war für die Fachhochschule Salzburg wichtiger Ausbildungspartner. In diesem Rahmen wurde bei Salzburg TV die Sendung „Bonzai“ von Studenten des ausgelaufenen Studienganges Digitales Fernsehen der Fachhochschule produziert und auf dem Sender ausgestrahlt.